# Aire sauvage de Polletts Cove-Aspy Fault
L’aire sauvage de Polletts Cove-Aspy Fault (anglais : Polletts Cove-Aspy Fault Wilderness Area) est une aire protégée de la Nouvelle-Écosse située sur l'île du Cap-Breton.  L'aire sauvage est située au nord du parc national des Hautes-Terres-du-Cap-Breton.

## Toponymie
Le nom de l'aire sauvage provient de deux entités géographiques situées aux extrimités est et ouest de l'aire protégée. La première, l'anse Polletts (en), serait nommée en l'honneur d'un amérindien nommé Pollett.  La seconde est la faille d'Aspy, dont le nom provient de la baie Aspy.

## Géographie
L'aire sauvage est située au nord-est de la Nouvelle-Écosse, sur l'île du Cap-Breton.  Elle est partagée entre les comtés de Inverness et de Victoria. L'aire sauvage est accessible par la piste Cabot.